# Drakulić Rijeka
Drakulić Rijeka falu Horvátországban Lika-Zengg megyében. Közigazgatásilag Plitvička Jezerához tartozik.

## Fekvése
Otocsántól légvonalban 34 km-re, közúton 45 km-re délkeletre, községközpontjától Korenicától légvonalban 7 km-re, közúton 8 km-re északnyugatra fekszik. Az 52-es számú főútról egy bekötőúton érhető el. A Drakulica-patak a vreli forrás vizével együtt alkotja a Matica-patakot, amely a Plješivica alatt ömlik a Plitvicei-tavak legfelső tavába, a 639 méteres tengerszinti magasságban fekvő Prosćansko-tóba.

## Története
Lakói legnagyobbrészt a 17. században a török által elfoglalt területekről betelepített pravoszláv vallású vlachok leszármazottai, akik 1800 után szerbeknek nyilatkoztatták ki magukat. Nevét lakóiról a Drakulić családról kapta, akik a hagyomány szerint Montenegró területéről vándoroltak be erre a vidékre. A falunak 1890-ben 94, 1910-ben 101 lakosa volt. A trianoni békeszerződésig Lika-Korbava vármegye Korenicai járásához tartozott. Ezt követően előbb a Szerb-Horvát-Szlovén Királyság, majd Jugoszlávia része lett. 1991-ben a független Horvátország része lett, de szerb lakossága még az évben Krajinai Szerb Köztársasághoz csatlakozott.
A horvát hadsereg 1995. augusztus 6-án a Vihar hadművelet keretében foglalta vissza a község területét, melynek szerb lakói nagyrészt elmenekültek. A falunak 2011-ben 9 állandó lakosa volt

## Lakosság
| Lakosság változása | Lakosság változása | Lakosság változása | Lakosság változása | Lakosság változása | Lakosság változása | Lakosság változása | Lakosság változása | Lakosság változása | Lakosság változása | Lakosság változása | Lakosság változása | Lakosság változása | Lakosság változása | Lakosság változása | Lakosság változása |
| ------------------ | ------------------ | ------------------ | ------------------ | ------------------ | ------------------ | ------------------ | ------------------ | ------------------ | ------------------ | ------------------ | ------------------ | ------------------ | ------------------ | ------------------ | ------------------ |
| 1857               | 1869               | 1880               | 1890               | 1900               | 1910               | 1921               | 1931               | 1948               | 1953               | 1961               | 1971               | 1981               | 1991               | 2001               | 2011               |
| 0                  | 0                  | 0                  | 94                 | 97                 | 101                | 100                | 86                 | 64                 | 65                 | 37                 | 27                 | 12                 | 10                 | 8                  | 9                  |